# Asociația Fotbal Club Unirea 04 Slobozia 2025-2026
Questa voce raccoglie le informazioni riguardanti il Asociația Fotbal Club Unirea 04 Slobozia nelle competizioni ufficiali della stagione 2025-2026.

## Stagione
Nella stagione 2025-2026 l'Unirea Slobozia disputa per la seconda volta consecutiva nella sua storia il campionato di Liga I, dopo essersi salvata allo spareggio promozione-retrocessione contro il Voluntari nella stagione precedente. A causa dell'indisponibilità dell'impianto 1 Mai di Slobozia, in via di ristrutturazione, la squadra gioca le proprie partite casalinghe allo Stadio Clinceni, situato nell'omonima località del distretto di Ilfov.

## Divise e sponsor
Lo sponsor tecnico per la stagione 2025-2026 è Adidas, mentre il main sponsor è MrBit.
| Casa | Trasferta |

## Organigramma societario
Area tecnica
- Allenatore: Andrei Prepeliță
- Allenatori in seconda: Ion Vlădoiu, Enache Costea, Nicolae Ghiță
- Allenatore dei portieri: Viorel Dumitrescu
- Delegato: Octavian Radu
- Preparatore atletico: Romeo Alberto Soare

Area sanitaria
- Medici: Vitalie Suvac, Aliona Suvac, Adrian Motoaca
- Massaggiatori: Gabriel Basarab, Tudorel Sava

## Rosa
Rosa e numerazione aggiornate al 12 agosto 2025.
| N. |                     | Ruolo | Calciatore                 |
| -- | ------------------- | ----- | -------------------------- |
| 1  | Romania (bandiera)  | P     | Ștefan Ciupercă            |
| 2  | Romania (bandiera)  | C     | Andrei Dorobanțu           |
| 3  | Ucraina (bandiera)  | D     | Oleksandr Safronov         |
| 4  | Romania (bandiera)  | D     | Ionuț Dinu                 |
| 5  | Kosovo (bandiera)   | C     | Valon Hamdiu               |
| 6  | Romania (bandiera)  | C     | Paul Antoche               |
| 7  | Romania (bandiera)  | C     | Eduard Florescu            |
| 8  | Romania (bandiera)  | C     | Ionuț Coadă                |
| 9  | Italia (bandiera)   | A     | Said Ahmed Said            |
| 10 | Romania (bandiera)  | D     | Constantin Toma (capitano) |
| 11 | Romania (bandiera)  | C     | Andrei Dragu               |
| 12 | Moldavia (bandiera) | P     | Denis Rusu                 |
| 13 | Romania (bandiera)  | C     | Ronaldo Deaconu            |
| 14 | Romania (bandiera)  | D     | Raul Iancu                 |

| N. |                    | Ruolo | Calciatore       |
| -- | ------------------ | ----- | ---------------- |
| 16 | Romania (bandiera) | C     | Marius Lupu      |
| 17 | Brasile (bandiera) | D     | Rafael Garutti   |
| 18 | Romania (bandiera) | C     | Patrick Dulcea   |
| 19 | Romania (bandiera) | A     | Raul Rotund      |
| 20 | Romania (bandiera) | D     | Radu Negru       |
| 21 | Romania (bandiera) | D     | Florinel Ibrian  |
| 22 | Romania (bandiera) | C     | Mihăiță Lemnaru  |
| 23 | Romania (bandiera) | A     | Cristian Bărbuț  |
| 24 | Romania (bandiera) | C     | Vlad Pop         |
| 27 | Romania (bandiera) | P     | Ionuț Gurău      |
| 29 | Romania (bandiera) | D     | Daniel Șerbănică |
| 30 | Romania (bandiera) | C     | Florin Purece    |
| 77 | Croazia (bandiera) | C     | Adnan Aganović   |
| 98 | Camerun (bandiera) | A     | Christ Afalna    |

## Calciomercato

### Sessione estiva(dall'1/7 al 30/9)
| Acquisti         | Acquisti           | Acquisti        | Acquisti      |
| R.               | Nome               | da              | Modalità      |
| ---------------- | ------------------ | --------------- | ------------- |
| P                | Ștefan Ciupercă    | Gheorghe Doja   | fine prestito |
| P                | Ionuț Gurău        |                 | svincolato    |
| D                | Rafael Garutti     | Voluntari       | svincolato    |
| D                | Raul Iancu         | Gheorghe Doja   | fine prestito |
| D                | Radu Negru         |                 | svincolato    |
| D                | Oleksandr Safronov | Zalaegerszeg    | svincolato    |
| C                | Ronaldo Deaconu    | Nyíregyháza     | svincolato    |
| C                | Andrei Dragu       |                 | svincolato    |
| C                | Patrick Dulcea     | Argeș Pitești   | prestito      |
| C                | Eduard Florescu    | Elimai          | svincolato    |
| C                | Valon Hamdiu       | Schaffhausen    | svincolato    |
| C                | Vlad Pop           | FC U Craiova    | svincolato    |
| A                | Raul Rotund        | Dinamo Bucarest | prestito      |
| A                | Said Ahmed Said    | Sloboda Tuzla   | svincolato    |
| Altre operazioni |                    |                 |               |
| R.               | Nome               | da              | Modalità      |
| A                | Dorin Radu         | Gheorghe Doja   | fine prestito |
| A                | Viorel Gîrbăcea    | Gheorghe Doja   | fine prestito |

| Cessioni         | Cessioni            | Cessioni            | Cessioni      |
| R.               | Nome                | a                   | Modalità      |
| ---------------- | ------------------- | ------------------- | ------------- |
| P                | Stefan Krell        | Petrolul Ploiești   | svincolato    |
| D                | Filip Blažek        | Rapid Bucarest      | fine prestito |
| D                | Ariel López         |                     | svincolato    |
| D                | Paolo Medina        | León                | svincolato    |
| D                | Dmytro Pospelov     | UTA Arad            | svincolato    |
| D                | Laurențiu Vlăsceanu | FCSB                | fine prestito |
| C                | Rassambek Akhmatov  |                     | svincolato    |
| C                | Marius Lupu         |                     | svincolato    |
| C                | Petru Neagu         | Dinamo Bucarest     | fine prestito |
| C                | Ștefan Pacionel     | CSA Steaua Bucarest | svincolato    |
| C                | Ovidiu Perianu      | FCSB                | fine prestito |
| A                | Bachana Arabuli     |                     | svincolato    |
| A                | Filip Ilie          | Corvinul Hunedoara  | svincolato    |
| A                | Dmytro Jusov        | Ulytaý              | svincolato    |
| A                | Jakub Vojtuš        | Farul Costanza      | svincolato    |
| Altre operazioni |                     |                     |               |
| R.               | Nome                | a                   | Modalità      |
| A                | Dorin Radu          | Gheorghe Doja       | svincolato    |

## Risultati

### Liga I

#### Prima fase

##### Girone di andata
| Arbitro: | Cristian Moldoveanu |

|                                 |           |              |
| Postolachi 15’ Dumbrăvanu 90+4’ | Marcatori | 45+1’ Afalna |

| Arbitro: | Viorel Flueran |

|                                                                    |           |                  |
| Purece 34’ (rig.) Aganović 45’, 72’ Dulcea 55’ Rotund 86’ Said 90’ | Marcatori | 21’ (rig.) Dolný |

| Arbitro: | Ovidiu Robu |

|                                                |           |  |
| Mailat 2’ Andrei Dumiter 34’, 88’ Țigănașu 64’ | Marcatori |  |

| Clinceni 4 agosto 2025, ore 18:00 EEST 4ª giornata | Unirea Slobozia | 0 – 0 referto | Oțelul Galați | Stadio Clinceni (468 spett.)\| Arbitro: \| Florin Andrei \| |
| Arbitro:                                           | Florin Andrei   |               |               |                                                             |

| Arbitro: | Adrian Cojocaru |

|  |           |            |
|  | Marcatori | 34’ Rotund |

| Arbitro: | Sorin Vădana |

|                        |           |                     |
| Purece 84’, 90’ (rig.) | Marcatori | 17’ (aut.) Aganović |

| Arad 22 agosto 2025, ore 18:00 EEST 7ª giornata | UTA Arad | – referto | Unirea Slobozia | Stadio Francisc von Neuman |

| Clinceni 30 agosto 2025, ore 17:00 EEST 8ª giornata | Unirea Slobozia | – referto | U Cluj | Stadio Clinceni |

| Sibiu 13 settembre 2025, ore 17:00 EEST 9ª giornata | Hermannstadt | – referto | Unirea Slobozia | Stadio Municipal Sibiu |

| Clinceni 20 settembre 2025, ore 17:00 EEST 10ª giornata | Unirea Slobozia | – referto | Petrolul Ploiești | Stadio Clinceni |

| Ovidiu 27 settembre 2025, ore 17:00 EEST 11ª giornata | Farul Costanza | – referto | Unirea Slobozia | Stadio Viitorul |

| Clinceni 4 ottobre 2025, ore 17:00 EEST 12ª giornata | Unirea Slobozia | – referto | Dinamo Bucarest | Stadio Clinceni |

| Craiova 18 ottobre 2025, ore 17:00 EEST 13ª giornata | U Craiova | – referto | Unirea Slobozia | Stadio Ion Oblemenco |

| Bucarest 25 ottobre 2025, ore 17:00 EEST 14ª giornata | Rapid Bucarest | – referto | Unirea Slobozia | Stadio Rapid-Giulești |

| Clinceni 1 novembre 2025, ore 17:00 EET 15ª giornata | Unirea Slobozia | – referto | Argeș Pitești | Stadio Clinceni |

##### Girone di ritorno
| Clinceni 8 novembre 2025, ore 17:00 EET 16ª giornata | Unirea Slobozia | – referto | CFR Cluj | Stadio Clinceni |

| Miercurea Ciuc 22 novembre 2025, ore 17:00 EET 17ª giornata | Csíkszereda | – referto | Unirea Slobozia | Stadio Municipal Miercurea Ciuc |

| Clinceni 29 novembre 2025, ore 17:00 EET 18ª giornata | Unirea Slobozia | – referto | Botoșani | Stadio Clinceni |

| Galați 6 dicembre 2025, ore 17:00 EET 19ª giornata | Oțelul Galați | – referto | Unirea Slobozia | Stadio Oțelul |

| Clinceni 13 dicembre 2025, ore 17:00 EET 20ª giornata | Unirea Slobozia | – referto | FCSB | Stadio Clinceni |

| Clinceni 20 dicembre 2025, ore 17:00 EET 21ª giornata | Metaloglobus | – referto | Unirea Slobozia | Stadio Clinceni |

| Clinceni 17 gennaio 2026, ore 17:00 EET 22ª giornata | Unirea Slobozia | – referto | UTA Arad | Stadio Clinceni |

| Cluj-Napoca 24 gennaio 2026, ore 17:00 EET 23ª giornata | U Cluj | – referto | Unirea Slobozia | Cluj Arena |

| Clinceni 31 gennaio 2026, ore 17:00 EET 24ª giornata | Unirea Slobozia | – referto | Hermannstadt | Stadio Clinceni |

| Ploiești 4 febbraio 2026, ore 17:00 EET 25ª giornata | Petrolul Ploiești | – referto | Unirea Slobozia | Stadio Ilie Oană |

| Clinceni 7 febbraio 2026, ore 17:00 EET 26ª giornata | Unirea Slobozia | – referto | Farul Costanza | Stadio Clinceni |

| Bucarest 14 febbraio 2026, ore 17:00 EET 27ª giornata | Dinamo Bucarest | – referto | Unirea Slobozia | Stadio Arcul de Triumf |

| Clinceni 21 febbraio 2026, ore 17:00 EET 28ª giornata | Unirea Slobozia | – referto | U Craiova | Stadio Clinceni |

| Clinceni 28 febbraio 2026, ore 17:00 EET 29ª giornata | Unirea Slobozia | – referto | Rapid Bucarest | Stadio Clinceni |

| Mioveni 7 marzo 2026, ore 17:00 EET 30ª giornata | Argeș Pitești | – referto | Unirea Slobozia | Stadio Orășenesc |

### Cupa României

#### Turni di qualificazione
| Cluj-Napoca 27 agosto 2025, ore 17:30 EEST Play-off | Sănătatea Cluj | – referto | Unirea Slobozia | Stadio Clujana |

## Statistiche

### Statistiche di squadra
Statistiche aggiornate al 12 agosto 2025 (Liga I esclusa).
| Competizione  | Competizione  | Punti | In casa | In casa | In casa | In casa | In casa | In casa | In trasferta | In trasferta | In trasferta | In trasferta | In trasferta | In trasferta | Totale | Totale | Totale | Totale | Totale | Totale | DR |
| Competizione  | Competizione  | Punti | G       | V       | N       | P       | Gf      | Gs      | G            | V            | N            | P            | Gf           | Gs           | G      | V      | N      | P      | Gf     | Gs     | DR |
| ------------- | ------------- | ----- | ------- | ------- | ------- | ------- | ------- | ------- | ------------ | ------------ | ------------ | ------------ | ------------ | ------------ | ------ | ------ | ------ | ------ | ------ | ------ | -- |
| Liga I        | Prima fase    |       |         |         |         |         |         |         |              |              |              |              |              |              |        |        |        |        |        |        |    |
| Cupa României | Cupa României | -     |         |         |         |         |         |         |              |              |              |              |              |              |        |        |        |        |        |        |    |
| Totale        | Totale        | -     |         |         |         |         |         |         |              |              |              |              |              |              |        |        |        |        |        |        |    |

### Andamento in campionato

#### Prima fase
| Giornata  | 1  | 2 | 3  | 4  | 5 | 6 | 7 | 8 | 9 | 10 | 11 | 12 | 13 | 14 | 15 | 16 | 17 | 18 | 19 | 20 | 21 | 22 | 23 | 24 | 25 | 26 | 27 | 28 | 29 | 30 |
| --------- | -- | - | -- | -- | - | - | - | - | - | -- | -- | -- | -- | -- | -- | -- | -- | -- | -- | -- | -- | -- | -- | -- | -- | -- | -- | -- | -- | -- |
| Luogo     | T  | C | T  | C  | T | C | T | C | T | C  | T  | C  | T  | T  | C  | C  | T  | C  | T  | C  | T  | C  | T  | C  | T  | C  | T  | C  | C  | T  |
| Risultato | P  | V | P  | N  | V | V |   |   |   |    |    |    |    |    |    |    |    |    |    |    |    |    |    |    |    |    |    |    |    |    |
| Posizione | 14 | 7 | 11 | 10 | 7 | 4 |   |   |   |    |    |    |    |    |    |    |    |    |    |    |    |    |    |    |    |    |    |    |    |    |

Legenda:

Luogo: C = Casa; T = Trasferta. Risultato: V = Vittoria; N = Pareggio; P = Sconfitta.

### Statistiche dei giocatori
Sono in corsivo i calciatori che hanno lasciato la società a stagione in corso.
Statistiche aggiornate al 12 agosto 2025 (Liga I esclusa).
| Giocatore    | Liga I   | Liga I | Liga I      | Liga I     | Cupa României | Cupa României | Cupa României | Cupa României | Totale   | Totale | Totale      | Totale     |
| Giocatore    | Presenze | Reti   | Ammonizioni | Espulsioni | Presenze      | Reti          | Ammonizioni   | Espulsioni    | Presenze | Reti   | Ammonizioni | Espulsioni |
| ------------ | -------- | ------ | ----------- | ---------- | ------------- | ------------- | ------------- | ------------- | -------- | ------ | ----------- | ---------- |
| C. Afalna    | 0        | 0      | 0           | 0          | 0             | 0             | 0             | 0             | 0        | 0      | 0           | 0          |
| A. Aganović  | 0        | 0      | 0           | 0          | 0             | 0             | 0             | 0             | 0        | 0      | 0           | 0          |
| P. Antoche   | 0        | 0      | 0           | 0          | 0             | 0             | 0             | 0             | 0        | 0      | 0           | 0          |
| C. Bărbuț    | 0        | 0      | 0           | 0          | 0             | 0             | 0             | 0             | 0        | 0      | 0           | 0          |
| Ș. Ciupercă  | 0        | 0      | 0           | 0          | 0             | 0             | 0             | 0             | 0        | 0      | 0           | 0          |
| I. Coadă     | 0        | 0      | 0           | 0          | 0             | 0             | 0             | 0             | 0        | 0      | 0           | 0          |
| R. Deaconu   | 0        | 0      | 0           | 0          | 0             | 0             | 0             | 0             | 0        | 0      | 0           | 0          |
| I. Dinu      | 0        | 0      | 0           | 0          | 0             | 0             | 0             | 0             | 0        | 0      | 0           | 0          |
| A. Dorobanțu | 0        | 0      | 0           | 0          | 0             | 0             | 0             | 0             | 0        | 0      | 0           | 0          |
| A. Dragu     | 0        | 0      | 0           | 0          | 0             | 0             | 0             | 0             | 0        | 0      | 0           | 0          |
| P. Dulcea    | 0        | 0      | 0           | 0          | 0             | 0             | 0             | 0             | 0        | 0      | 0           | 0          |
| E. Florescu  | 0        | 0      | 0           | 0          | 0             | 0             | 0             | 0             | 0        | 0      | 0           | 0          |
| R. Garutti   | 0        | 0      | 0           | 0          | 0             | 0             | 0             | 0             | 0        | 0      | 0           | 0          |
| I. Gurău     | 0        | 0      | 0           | 0          | 0             | 0             | 0             | 0             | 0        | 0      | 0           | 0          |
| V. Hamdiu    | 0        | 0      | 0           | 0          | 0             | 0             | 0             | 0             | 0        | 0      | 0           | 0          |
| R. Iancu     | 0        | 0      | 0           | 0          | 0             | 0             | 0             | 0             | 0        | 0      | 0           | 0          |
| F. Ibrian    | 0        | 0      | 0           | 0          | 0             | 0             | 0             | 0             | 0        | 0      | 0           | 0          |
| M. Lemnaru   | 0        | 0      | 0           | 0          | 0             | 0             | 0             | 0             | 0        | 0      | 0           | 0          |
| M. Lupu      | 1        | 0      | 0           | 0          | 0             | 0             | 0             | 0             | 1        | 0      | 0           | 0          |
| R. Negru     | 0        | 0      | 0           | 0          | 0             | 0             | 0             | 0             | 0        | 0      | 0           | 0          |
| V. Pop       | 0        | 0      | 0           | 0          | 0             | 0             | 0             | 0             | 0        | 0      | 0           | 0          |
| F. Purece    | 0        | 0      | 0           | 0          | 0             | 0             | 0             | 0             | 0        | 0      | 0           | 0          |
| R. Rotund    | 0        | 0      | 0           | 0          | 0             | 0             | 0             | 0             | 0        | 0      | 0           | 0          |
| D. Rusu      | 0        | 0      | 0           | 0          | 0             | 0             | 0             | 0             | 0        | 0      | 0           | 0          |
| O. Safronov  | 0        | 0      | 0           | 0          | 0             | 0             | 0             | 0             | 0        | 0      | 0           | 0          |
| S. Said      | 0        | 0      | 0           | 0          | 0             | 0             | 0             | 0             | 0        | 0      | 0           | 0          |
| D. Șerbănică | 0        | 0      | 0           | 0          | 0             | 0             | 0             | 0             | 0        | 0      | 0           | 0          |
| C. Toma      | 0        | 0      | 0           | 0          | 0             | 0             | 0             | 0             | 0        | 0      | 0           | 0          |